# Stylidium elachophyllum
Stylidium elachophyllum este o specie de plante dicotiledonate din genul Stylidium, familia Stylidiaceae, ordinul Asterales, descrisă de Anthony R. Bean și Amp; M.T.Mathieson. Conform Catalogue of Life specia Stylidium elachophyllum nu are subspecii cunoscute.